# Храм Чжихуа
Храм Чжихуа (кит. упр. 智化寺, пиньинь Zhìhuà Sì, палл. Храм Чжихуа) — буддийский храм в Пекине, КНР. Расположен в Лумицан (禄米仓) хутун, в Чаоянмэнь, в районе Дунчэн , за пределами второй кольцевой дороги.
Храм построен 1443 по приказу Ван Чжэня, могущественного евнуха главы Управления Обрядами при Чжу Цичжэнь (правил 1436—1449 и 1457—1464).
Храм окружён зданиями и занимает 20 тыс. кв.м. Ото один из самых оригинальных деревянных храмов, построенных при Мин в Старом городе. Замечательно большое использование чёрной черепицы. Ныне в храме расположен Пекинский музей культурного обмена, учреждённый в ноябре 1992; основная цель музей «изучение культурного обмена и изучение развития памятников культуры»
В храме играют ритуальную музыку, традиция исполнения которой насчитывает 27 поколений. Шестерых музыкантов возглавляет 88-летний буддийский монах Чжан Бэньсин (张本兴, 1922 г.р.), он последний представитель 26 поколения храмовых музыкантов, и последний получивший музыкальное образование в традиционной манере. Пению аккомпанируют инструменты: Гуань , ди , шэн (губной орган), юньло (10 маленьких гонгов в раме), а также барабаном и тарелками.
С 1961 года храм признан культурным достоянием Китая. В 2005 году, распоряжением правительства, началась реконструкция храма. К пекинской Олимпиаде реконструкция была закончена и храм открыли для туристов.